# Vòng loại Giải vô địch bóng đá nữ thế giới 2015 (Bảng 5 UEFA)
Bảng 5 vòng loại Giải vô địch bóng đá nữ thế giới 2015 khu vực châu Âu là một trong bảy bảng đấu do UEFA tổ chức để chọn ra đại diện tham dự Giải vô địch bóng đá nữ thế giới 2015. Bảng đấu bao gồm Albania, Bỉ, Hy Lạp, Hà Lan, Na Uy và Bồ Đào Nha.
Đội đầu bảng sẽ vào thẳng World Cup. Trong số bảy đội nhì bảng, bốn đội có thành tích tốt nhất (trước các đội thứ nhất, thứ ba, thứ tư và thứ năm trong bảng) sẽ tiếp tục thi đấu các trận play-off.

## Bảng xếp hạng
| VT | Đội        | ST | T | H | B | BT | BB | HS  | Đ  | Giành quyền tham dự |      |     |     |     |     |      |      |
| -- | ---------- | -- | - | - | - | -- | -- | --- | -- | ------------------- | ---- | --- | --- | --- | --- | ---- | ---- |
| 1  | Na Uy      | 10 | 9 | 0 | 1 | 41 | 5  | +36 | 27 | World Cup           |      | —   | 0–2 | 4–1 | 2–0 | 6–0  | 7–0  |
| 2  | Hà Lan     | 10 | 8 | 1 | 1 | 43 | 6  | +37 | 25 | Play-off            |      | 1–2 | —   | 1–1 | 3–2 | 7–0  | 10–1 |
| 3  | Bỉ         | 10 | 6 | 1 | 3 | 34 | 11 | +23 | 19 |                     |      | 1–2 | 0–2 | —   | 4–1 | 11–0 | 2–0  |
| 4  | Bồ Đào Nha | 10 | 4 | 0 | 6 | 19 | 21 | −2  | 12 |                     | 0–2  | 0–7 | 0–1 | —   | 1–0 | 7–1  |      |
| 5  | Hy Lạp     | 10 | 1 | 0 | 9 | 6  | 49 | −43 | 3  |                     | 0–5  | 0–6 | 1–7 | 1–5 | —   | 4–0  |      |
| 6  | Albania    | 10 | 1 | 0 | 9 | 3  | 54 | −51 | 3  |                     | 0–11 | 0–4 | 0–6 | 0–3 | 1–0 | —    |      |

1. 1 2  Hy Lạp có nhiều bàn thắng hơn trong các cuộc đối đầu với Albania

## Các kết quả
Giờ địa phương là CEST (UTC+02:00) vào mùa hè và CET (UTC+01:00) vào mùa đông.
| Bỉ                                | 2–0      | Albania |
| --------------------------------- | -------- | ------- |
| Philtjens 17' · Zeler 53' (ph.đ.) | Chi tiết |         |

| Na Uy                             | 4–1      | Bỉ             |
| --------------------------------- | -------- | -------------- |
| Hansen 5' · Hegland 35', 54', 66' | Chi tiết | de Gernier 62' |

| Hy Lạp        | 1–5      | Bồ Đào Nha                                                   |
| ------------- | -------- | ------------------------------------------------------------ |
| Pelekouda 74' | Chi tiết | Luís 6', 42' · Xera 68' (l.n.) · Fernandes 80' · Silva 90+2' |

| Albania | 0–4      | Hà Lan                            |
| ------- | -------- | --------------------------------- |
|         | Chi tiết | Melis 4', 8', 53' · Slegers 90+1' |

| Hy Lạp       | 1–7      | Bỉ                                                                                            |
| ------------ | -------- | --------------------------------------------------------------------------------------------- |
| Kongouli 42' | Chi tiết | Zeler 15', 27', 45+1' (ph.đ.) · Wullaert 58', 75' · Coutereels 61' (ph.đ.) · van de Putte 74' |

| Na Uy                                                                                  | 7–0      | Albania |
| -------------------------------------------------------------------------------------- | -------- | ------- |
| Christensen 12' · Thorsnes 29' · Mjelde 45+2' · Hansen 51', 70', 73' · Gulbrandsen 62' | Chi tiết |         |

| Bồ Đào Nha | 0–7      | Hà Lan                                                                    |
| ---------- | -------- | ------------------------------------------------------------------------- |
|            | Chi tiết | Slegers 2', 35' · Dekker 55' · van den Berg 63' · Miedema 78', 81', 90+4' |

| Albania   | 1–0      | Hy Lạp |
| --------- | -------- | ------ |
| Velaj 52' | Chi tiết |        |

| Hà Lan      | 1–2      | Na Uy                      |
| ----------- | -------- | -------------------------- |
| Miedema 23' | Chi tiết | Hansen 18' · Stensland 37' |

| Bỉ                                         | 4–1      | Bồ Đào Nha |
| ------------------------------------------ | -------- | ---------- |
| Zeler 41' (ph.đ.), 85' · Wullaert 67', 87' | Chi tiết | Costa 14'  |

| Hà Lan                                                                         | 7–0      | Hy Lạp |
| ------------------------------------------------------------------------------ | -------- | ------ |
| Martens 9', 60' · Miedema 23', 29', 64' · Melis 37' (ph.đ.) · van den Berg 90' | Chi tiết |        |

| Hà Lan      | 1–1      | Bỉ        |
| ----------- | -------- | --------- |
| Miedema 48' | Chi tiết | Zeler 76' |

| Bồ Đào Nha                                                             | 7–1      | Albania     |
| ---------------------------------------------------------------------- | -------- | ----------- |
| Mendes 19', 45+2', 69' · Rodrigues 27', 90+2' · Silva 61' · Garcia 88' | Chi tiết | Serenaj 49' |

| Hy Lạp | 0–5      | Na Uy                                                            |
| ------ | -------- | ---------------------------------------------------------------- |
|        | Chi tiết | Hegland 45+1' · Thorsnes 60', 75' · Hegerberg 66' · Bjånesøy 89' |

| Albania | 0–6      | Bỉ                                                                  |
| ------- | -------- | ------------------------------------------------------------------- |
|         | Chi tiết | van de Putte 11' · Wullaert 54' · Mermans 65' · Zeler 74', 84', 87' |

| Hy Lạp | 0–6      | Hà Lan                                                                           |
| ------ | -------- | -------------------------------------------------------------------------------- |
|        | Chi tiết | Melis 7' · Middag 32' · Miedema 40' · van den Berg 47' · Spitse 65' · Bakker 90' |

| Bồ Đào Nha | 1–0      | Hy Lạp |
| ---------- | -------- | ------ |
| Neto 78'   | Chi tiết |        |

| Hà Lan | 10–1     | Albania        |
| --- | -------- | -------------- |
| van den Heiligenberg 4' · Slegers 28', 31', 32', 79', 90+3' · Gjini 45+4' (l.n.) · Martens 78', 82' · Bakker 90+1' | Chi tiết | Rrahmani 45+4' |

| Bỉ        | 1–2      | Na Uy                         |
| --------- | -------- | ----------------------------- |
| Zeler 86' | Chi tiết | Stensland 45' · Hegerberg 51' |

| Na Uy                        | 2–0      | Bồ Đào Nha |
| ---------------------------- | -------- | ---------- |
| Thorsnes 47' · Herlovsen 89' | Chi tiết |            |

| Bỉ | 0–2      | Hà Lan                   |
| -- | -------- | ------------------------ |
|    | Chi tiết | Miedema 9' · Slegers 19' |

| Na Uy                                                                          | 6–0      | Hy Lạp |
| ------------------------------------------------------------------------------ | -------- | ------ |
| Hegerberg 3' · Hansen 25' · Mjelde 27' · Berge 32' · Herlovsen 43' · Haavi 58' | Chi tiết |        |

| Albania | 0–3      | Bồ Đào Nha                           |
| ------- | -------- | ------------------------------------ |
|         | Chi tiết | Mendes 54' · Malho 63' · Pereira 66' |

| Bồ Đào Nha | 0–2      | Na Uy                      |
| ---------- | -------- | -------------------------- |
|            | Chi tiết | Herlovsen 25' · Mjelde 34' |

| Albania | 0–11     | Na Uy |
| ------- | -------- | --- |
|         | Chi tiết | Herlovsen 18', 45+2', 82' · Mjelde 34', 66' · Hansen 40', 89' · Hegerberg 60', 63' · Haavi 85' · Enget 90+1' |

| Bỉ | 11–0     | Hy Lạp |
| --- | -------- | ------ |
| De Caigny 16', 71' · Zeler 34' · Mermans 40', 50' · Wullaert 46', 54', 69', 82' · Cayman 68' · Van Gorp 73' | Chi tiết |        |

| Hà Lan                | 3–2      | Bồ Đào Nha           |
| --------------------- | -------- | -------------------- |
| Miedema 28', 54', 68' | Chi tiết | Silva 52' · Luís 61' |

| Hy Lạp                                                               | 4–0      | Albania |
| -------------------------------------------------------------------- | -------- | ------- |
| Franja 2' (l.n.) · Kokoviadou 31' · Kongouli 74' · Panteliadou 90+2' | Chi tiết |         |

| Na Uy | 0–2      | Hà Lan                       |
| ----- | -------- | ---------------------------- |
|       | Chi tiết | Dekker 68' · Van de Donk 76' |

| Bồ Đào Nha | 0–1      | Bỉ           |
| ---------- | -------- | ------------ |
|            | Chi tiết | Wullaert 18' |

## Danh sách cầu thủ ghi bàn
13 bàn
- Vivianne Miedema

12 bàn
- Aline Zeler

10 bàn
- Tessa Wullaert

9 bàn
- Renée Slegers

8 bàn
- Caroline Graham Hansen

6 bàn
- Isabell Herlovsen

5 bàn
- Manon Melis
- Ada Hegerberg
- Maren Mjelde

4 bàn
- Lieke Martens
- Kristine Wigdahl Hegland
- Elise Thorsnes

3 bàn
- Lien Mermans
- Laura Luís
- Carolina Mendes
- Jéssica Silva
- Mandy van den Berg

2 bàn
- Tinne De Caigny
- Lorca Van De Putte
- Vanessa Rodrigues
- Eshly Bakker
- Anouk Dekker
- Sophia Koggouli
- Emilie Haavi
- Ingvild Stensland

1 bàn
- Albina Rrahmani
- Aurora Serenaj
- Furtuna Velaj
- Janice Cayman
- Maud Coutereels
- Cécile de Gernier
- Davina Philtjens
- Elke Van Gorp
- Carole Costa
- Edite Fernandes
- Cristiana Garcia
- Vanessa Malho
- Mónica Mendes
- Cláudia Neto
- Regina Pereira
- Sofia Pelekouda
- Christina Kokoviadou
- Dimitra Panteliadou
- Tessel Middag
- Sherida Spitse
- Daniëlle van de Donk
- Claudia van den Heiligenberg
- Nora Holstad Berge
- Melissa Bjånesøy
- Marit Fiane Christensen
- Ida Elise Enget
- Solveig Gulbrandsen

1 bàn phản lưới
- Lucie Gjini (trận gặp Hà Lan)
- Ezmiralda Franja (trận gặp Hy Lạp)
- Efrosini Xera (trận gặp Bồ Đào Nha)